# 城戸崎愛
城戸崎 愛（きどさき あい、1925年7月1日 - 2020年2月13日）は、日本の料理研究家・料理家。兵庫県出身。愛称は「ラブおばさん」。

## 経歴
1945年、東京家政学院卒業。
結婚後、夫が食通だったこともあって東京會舘クッキングスクールで料理を学ぶ。夫の赴任先であるパリのル・コルドン・ブルーではフランス料理を学んだ。
帰国後、料理研究家として活動を始め、名前の愛に因んで「ラブおばさん」の愛称でNHK『きょうの料理』の人気講師となる。
晩年は「non・no」「MORE」等の雑誌で家庭料理やお菓子を紹介していたが、高齢のためかメディアへの露出も減っていた。
2020年2月13日に急性心不全で死去。94歳没。

## テレビ出演
- 『きょうの料理』（NHK Eテレ）1971年から50年近くに渡り、講師として出演。
- 『キユーピー3分クッキング』（CBCテレビ）1988年10月 - 1991年3月、レギュラー講師として出演[5]。

など

## 著書
- 『西洋料理』主婦の友社, 1968
- 『すぐ役にたつ家庭料理 (NHKきょうの料理)日本放送出版協会, 1973
- 『卵のお料理100種 朝食からディナーまで (主婦の友文庫) 主婦の友社, 1974
- 『天ぷらと揚げもの』 (日本の味シリーズ) 佼成出版社, 1975
- 『とっておきのフライパン料理』 (主婦の友文庫) 主婦の友社, 1976
- 『フライパンで作るすてきなお菓子』主婦の友社, 1976
- 『魚介の基本料理』家の光協会, 1981
- 『肉・卵の基本料理』家の光協会, 1981
- 『野菜の基本料理』家の光協会, 1981
- 『ラブおばさんのお菓子作り』鎌倉書房, 1982
- 『ラブおばさんの子供料理教室』鎌倉書房, 1982
- 『洋風の家庭料理 (クッキング・エチュード. 母から娘へ伝えるお料理)』講談社, 1983
- 『メイクアップサラダブック』 (マイライフシリーズ) グラフ社, 1983
- 『小学生の料理はかせ ガンバレ!かわいいコックさん』学燈社, 1984
- 『やさしいケーキ オーブン不要のケーキもいっぱい』 (マイライフシリーズ) グラフ社, 1984
- 『ラブおばさんのお勝手から』海竜社, 1984
- 『ラブおばさんのお嫁さんクッキング』鎌倉書房, 1983
- 『おなじみ家庭料理 城戸崎愛のハート・クッキング 基礎とコツをおぼえる"おそうざい読本"』婦人生活社, 1985
- 『素敵な城戸崎愛のおすすめ料理』グラフ社, 1986
- 『ちょっと昔風おやつ読本』海竜社, 1986
- 『手づくり本物の味覚 ジャムから豆腐まで』 (カルチャー専科) 小学館, 1986
- 『城戸崎愛のピラフ・パエリャ・リゾット 気分は地中海欧風炊き込みごはん60品』婦人画報社, 1986
- 『肉料理100 メインディッシュからお惣菜まで』婦人画報社, 1986
- 『ラブおばさんのお料理上手バイブル』鎌倉書房, 1986
- 『忙しい人のおいしいお惣菜 安くて簡単で手早くできる』海竜社, 1987
- 『糖尿病料理カルテ』 (マイライフシリーズ) グラフ社, 1987
- 『ある日「糖尿病」といわれて 料理研究家の食事療法レッスン』グラフ社, 1987
- 『城戸崎愛の贅沢スナック ディナーの魅力を小さな料理で』婦人画報社, 1987
- 『城戸崎愛のハム・ソーセージの料理 素材のうまみが生きる。ベーコンも使って全69品』婦人画報社, 1987
- 『とっておきごはんもの50選 簡単だからおいしい』海竜社, 1988
- 『ぶきっちょさんのサラダとドレッシング』雄鶏社, 1988
- 『城戸崎愛の愛情たまご料理 たまご料理がおしゃれに変身!和洋中のメニュー104』婦人画報社, 1988
- 『ゴンちゃん、ありがとう! ラブおばさんの愛犬物語』鎌倉書房, 1989
- 『味と彩りが長もちするおべんとう お昼までおいしさが変わらない秘訣を満載!!』 (マイライフシリーズ) グラフ社, 1989
- 『城戸崎愛の新お惣菜物語 伝えられた味、伝えたい味』雄鶏社, 1989
- 『Non・noお料理基本ブック』集英社, 1989
- 『はじめてのお菓子作り 材料のはかり方からお教えいたします』 (マイライフシリーズ特集版 素敵ブックス) グラフ社, 1989
- 『おかずの定番』 (マイライフシリーズ特集版. 素敵ブックス) グラフ社, 1990
- 『東京風のおかず』主婦の友社, 1990・1991
- 『すぐに役立つドレッシング・ソース&たれ・つゆ 身近なおかずがいっぱい』雄鶏社, 1992
- 『ラブおばさんの子供料理教室』鎌倉書房, 1993
- 『煮もの上手の本 素材の持ち味を生かしたサシスセソ調味』 (マイライフシリーズ) グラフ社, 1993
- 『洋風のおなじみ料理』 (クッキング・エチュード愛用版) 講談社, 1993
- 『お昼においしいおべんとう作り 改訂拡大版』 (マイライフシリーズ特集版) グラフ社, 1993
- 『これから料理をはじめる人に』 (マイライフシリーズ) グラフ社, 1993
- 『サラダ上手の本 手作りドレッシングとマヨネーズで差をつける』 (マイライフシリーズ) グラフ社, 1993
- 『ブレックファーストとランチを兼ねたブランチの本』 (マイライフシリーズ) グラフ社, 1993
- 『一汁三菜 味と栄養の調和!理想の献立の現代化!』 (マイライフシリーズ) グラフ社, 1994
- 『ラブおばさんの旬を楽しむ簡単お料理12カ月』集英社, 1995
- 『ラブおばさん城戸崎愛のポピュラーおかず50 初めての人でも失敗なく作れる』 (別冊家庭画報) 世界文化社, 1995
- 『ラブおばさんの今日もおいしく五十歳からの台所 誰でも作れる・野菜たっぷり・熟年好みの味』海竜社, 1995
- 『野菜』 (食材別家庭料理基本ブック) 雄鶏社, 1996
- 『ひとりの老いも輝いて』海竜社, 1996
- 『子どもが作る料理お菓子塾 ぼくも、わたしも、お料理じょうず』 (マイライフシリーズ) グラフ社, 1997
- 『おかずレッスン 基本がわかれば簡単、楽しい』オレンジページ, 1998
- 『つくっちゃお!城戸崎愛の洋風おかず』 (生活実用シリーズ NHKきょうの料理特選) 日本放送出版協会, 1999
- 『城戸崎愛の親子でいっしょにメルヘン&カンタンクッキング 12か月』チャイルド本社, 1999
- 『新世紀に伝えたい100のお惣菜 心温まる手作りの味、懐かしい味』 (マイライフシリーズ) グラフ社, 2000
- 『いつものおかずで、おもてなし。 おいしく作って、素敵に盛りつけ』主婦と生活社, 2000
- 『もうせん切りイヤになっちゃった!』集英社, 2001
- 『台所好きは老い上手 七十代の台所』海竜社, 2002
- 『城戸崎愛煮ものがおいしい 素材のうまみ和の基本』 (マイライフシリーズ) グラフ社, 2002
- 『城戸崎愛の料理のきほんミニ事典』日本放送出版協会, 2003
- 『城戸崎愛の和のおかず 手づくりがごちそう』オレンジページ, 2004
- 『城戸崎愛の元気料理 シニア世代へのメッセージ』文化出版局, 2004
- 『料理の基本がわかる本』 (NHK出版実用セレクション) 日本放送出版協会, 2008
- 『伝えたい味』集英社, 2008
- 『ラブおばさんのらくらく&元気ごはん作り』小学館, 2009
- 『85歳。愛(ラブ)おばさんのおいしくて幸せなおかず』海竜社, 2010
- 『暮らしこそが道楽 元気に生きる衣食住のコツ』講談社, 2011
- 『91歳、現役料理家の命のレシピ 食は生きる力」マガジンハウス, 2016

### 共著
- 『おなじみ料理百科』 (講談社のお料理book) 講談社, 2003 - 鈴木登紀子共著
- 『戦火とドーナツと愛』 (be文庫) 集英社, 2004 - 由井りょう子共著

## 受賞
- 2007年 - NHK放送文化賞[6]